# Stolen Kisses
Pour plus de détails, voir Fiche technique et Distribution.
Stolen Kisses est un film américain réalisé par Ray Enright et sorti en 1929.
En plus de certaines séquences qui comportent des dialogues parlés, le film présente une bande musicale synchronisée et des effets sonores, enregistrés avec le procédé Vitaphone.

## Synopsis
Un homme au caractère peu affirmé est marié à une femme qui refuse d'avoir des enfants en raison de ses engagements sociaux. Le père de cet homme, désespéré de ne pas avoir des petits-enfants, emmène le couple à Paris dans l'espoir qu'un changement d'air raviverait leur union.
Cependant, le père engage un avocat spécialisé en divorce pour tenter de manipuler le couple grâce à différents stratagèmes. Il fait en sorte qu'une danseuse exotique séduise son fils, pendant qu'il courtise la femme, créant un ensemble de malentendus.
Le plan fonctionne au départ, ravivant la passion du couple, mais il tourne bientôt au désastre quand l'avocat et son complice tentent de faire chanter le couple. Cela conduit à une procédure de divorce et à une scène d'audience où l'épouse révèle au juge que les souhaits de son beau-père sont sur le point de se réaliser. Le juge informe le père, et finalement tout est pardonné.

## Fiche technique
- Réalisation : Ray Enright
- Scénario : Edward T. Lowe Jr., Jimmy Starr, Franz von Suppé
- Photographie : Ben F. Reynolds
- Montage : George Marks
- Production : Warner Bros.
- Genre : Comédie[2]
- Durée : 70 minutes (7 bobines)[3]
- Date de sortie :
  - États-Unis : 23 février 1929

## Distribution
- May McAvoy : May Lambert
- Hallam Cooley : Hal Lambert
- Reed Howes : Jack Harding
- Claude Gillingwater : H.A. Lambert Sr.
- Edna Murphy : Fanchon La Vere
- Arthur Hoyt : Hoyt
- Agnes Franey a: Nanette
- Phyllis Crane : Margot